# متحف أرواد
يعدّ متحف أرواد أحد المتاحف السورية الهامة، يوجد في جزيرة أرواد، ضمن قلعة أرواد الأثرية التي تتوسط الجزيرة. أنشئ عام 1985 م.

## أقسام المتحف الرئيسية
يقسم المتحف إلى جناحين رئسيين:
- جناح الآثار.
- جناح التقاليد الشعبية.

## جناح الآثار
ويقسم الجناح إلى عدد من القاعات المنفصلة عن بعضها البعض وقد وزعت المعروضات فيها حسب المواقع الجغرافية التابعة للجزيرة تاريخيا:
- قاعتان لأثار جزيرة أرواد.
- قاعتان لموقع عمريت الاثري.
- قاعتان لآثار تل كزل.
- قاعتان للتنقيبات البحرية.

## جناح التقاليد الشعبية
ويقسم الجناح إلى عدد من القاعات تحتوي معروضات تتعلق بالحياة الاجتماعية لسكان الجزيرة.
- قاعتان للنحاسيات التقليدية.
- قاعة الصدفيات البحرية.
- قاعة المراكب.
- قاعة الصيد البحري.
- قاعة الفن الحديث.

## روابط خارجية
مديرية المتاحف والأثار